# Louvor, Louvores, Louvorzão
Louvor, Louvores, Louvorzão é o primeiro álbum ao vivo da Banda Azul, lançado em 1993 em LP pela gravadora Bompastor. Junto a um coral a banda realizou regravações de hinos antigos contendo novos arranjos em formato medley. Ainda há as faixas "Antes de Tudo" e "Motivo Maior", inéditas do grupo. Foi uma das obras mais elogiadas da Banda Azul e é considerada por muitos um dos grandes clássicos da música cristã no Brasil.

## Faixas
Lado A
1. "Louvormix I"
2. "Louvormix II"
3. "Antes de Tudo"

Lado B
1. "Louvormix III"
2. "Motivo Maior"
3. "Louvormix IV"

## Ficha técnica
- Guilherme Praxedes - Vocal
- Moisés di Souza - Baixo
- Ruben di Souza - Teclados
- Dudu Guitarra - Guitarra
- Dudu Batera - Bateria